# Božo Kos
Božo Kos, slovenski fizik, ilustrator, urednik in satirik, * 3. november 1931, Maribor, † 19. april 2009.
Božo Kos se je rodil v mešani družini. Oče je bil katoliški Slovenec, mama slovenska Judinja. Starša sta se dogovorila, da bodo sinovi vzgojeni v skladu s katoliškim, hčere pa v skladu z judovskim naukom. Družina in čas, v katerem je Božo prišel na svet, sta prispevala svoje k oblikovanju risarja, ki združuje duhovitost in talent.
Junija 1941 je bil Božo kot desetletni otrok po okupaciji Jugoslavije skupaj z družino prisilno preseljen v Srbijo, kjer je preživel vojno. Judovsko vzgojene sestre so v strahu pred nacizmom prevzele krščanstvo.
Po vojni se je vrnil v Slovenijo, kjer je v srednji šoli začel honorarno pisati za časopis Večer. Ob neki priložnosti je svoj članek dopolnil z ilustracijo, ta pa je bila uredniku tako všeč, da je Boža prosil za več takšnih prispevkov. Tako je začel intenzivno risati za Večer in za Pavliho, s čimer se je preživljal med študijem fizike na ljubljanski univerzi. V Ljubljani je tudi ostal in tam živel do smrti, v pokoju. S sinom Miho Kosom sta ustvarjala revijo Petka, ki jo je Božo opremljal s svojimi jasnimi, a zabavnimi risbami.
Po študiju je postal svobodni umetnik in se je preživljal izključno z ilustriranjem. Med drugim je ilustriral učbenike, različne mladinske revije in knjige. Skupaj je illustriral več kot 150 klnjig. Ustvaril je tudi strip Kavboj Pipec in Rdeča pesa, ki je bil v Sloveniji med mladino zelo priljubljen.
Kasneje se je leta 1956 zaposlil kot urednik Pavlihe, kasneje pa otroške revije Ciciban, za kateri je hkrati tudi ustvarjal, sodeloval pa je tudi s televizijo. Za sodelovanje v oddaji Živalski karneval, je prejel tudi nagrado Prešernovega sklada (1966). Poleg te nagrade je prejel še dve Levstikovi in dve Tomšičevi (novinarski) nagradi (1956, 1958), nagrado Mlado pokolenje, Žagarjevo nagrado (1981) ter nagrado Aritas na trienalu slovenske satire (2001).
Božo Kos velja za enega najbolj inovativnih in prepoznavnih slovenskih ilustratorjev.

## Kavboj Pipec in Rdeča pesa
Strip Kavboj Pipec in Rdeča pesa je Božo Kos risal za Pionirski list (Pil) od 1959 do 1991. Pionirski list je začel izhajati v nakladi 16.000 izvodov, leta 1959, ko se je pojavila prva epizoda stripa, mu je naklada zrasla na 75.000 izvodov in bila do leta 1991 v povprečju 60.000 izvodov.
delni seznam stripov Kavboj Pipec in Rdeča pesa:
- Kavboj Pipec, Rdeča pesa in NLP
- Kavboj Pipec, Rdeča pesa in Luna (1969)
- Kavboj Pipec in Rdeča pesa na Divjem zahodu 1
- Kavboj Pipec in Rdeča pesa na Divjem zahodu 2
- Kavboj Pipec in Rdeča pesa na Divjem zahodu 3 (1972-1973)
- Kavboj Pipec, Rdeča pesa in Rasti – Rasti
- Kavboj Pipec, Rdeča pesa in Kandosan (1977-1978)
- Kavboj Pipec in Rdeča pesa v pra-pra-pradavnini
- Kavboj Pipec in Rdeča pesa na dvoru kralja Arturja
- Kavboj Pipec, Rdeča pesa in Hapči